# Michel Faber
Michel Faber (L'Aia, 13 aprile 1960) è uno scrittore olandese che scrive in lingua inglese.

## Biografia
Nato nei Paesi Bassi, nel 1967 la sua famiglia si trasferì in Australia, dove restò fino al 1992, quando si trasferì in Scozia; qui ha vissuto in una stazione ferroviaria vittoriana con la moglie Eva, sua editor "non ufficiale", fino alla morte di lei per una rara forma di cancro alle ossa, nel luglio 2014.
Faber ha debuttato letterariamente con una raccolta di racconti, vincitori di numerosi premi, intitolata Some Rain Must Fall, pubblicata nel 1999. Il suo primo romanzo, Sotto la pelle (2000) è stato un successo internazionale. Nel 2002, dopo una gestazione durata 21 anni, è uscito Il petalo cremisi e il bianco, la storia postmoderna e dickensiana di una prostituta nella Londra vittoriana. Il libro è diventato un bestseller internazionale. I suoi libri sono pubblicati in Italia da Bompiani ed Einaudi.
Nel 2014 esce il fantascientifico Il libro delle cose nuove e strane (The Book of Strange New Things), e, contestualmente, l'autore annuncia che questo sarà probabilmente il suo ultimo romanzo, ma continuerà a scrivere non-fiction e poesie «sul dolore e sulla perdita».

## Opere

### Romanzi
- Sotto la pelle (Under the Skin, 2000), Einaudi
- I centonovantanove gradini (The Hundred and Ninety-Nine Steps, 2001), Bompiani
- Il petalo cremisi e il bianco (The Crimson Petal and the White, 2002), Einaudi
- A voce nuda (The Courage Consort, 2002), Bompiani
- Il vangelo del fuoco (The Fire Gospel, 2008), Rizzoli
- Il libro delle cose nuove e strane (The Book of Strange New Things, 2014), Bompiani

### Antologie di racconti
- La pioggia deve cadere (Some Rain Must Fall, 1998), Bompiani
- I gemelli Fahrenheit (The Fahrenheit Twins, anche Vanilla Bright Like Eminem, 2005), Bompiani
- Natale in Silver Street (2005), Einaudi, ISBN 88-06-17942-X (antologia italiana)
- Bye Bye Natalia, 2006; raccolto in Granta 94 – On the Road Again: Where Travel Writing Went Next
- The Apple: Crimson Petal Stories, 2006.
- Walking After Midnight, 2009; raccolto in Ox-Tales: Water

### Poesia
- Undying, 2016.

### Saggi
- Dreams in the Dumpster, Language Down the Drain, 2006; raccolto in Not One More Death.

## Riconoscimenti

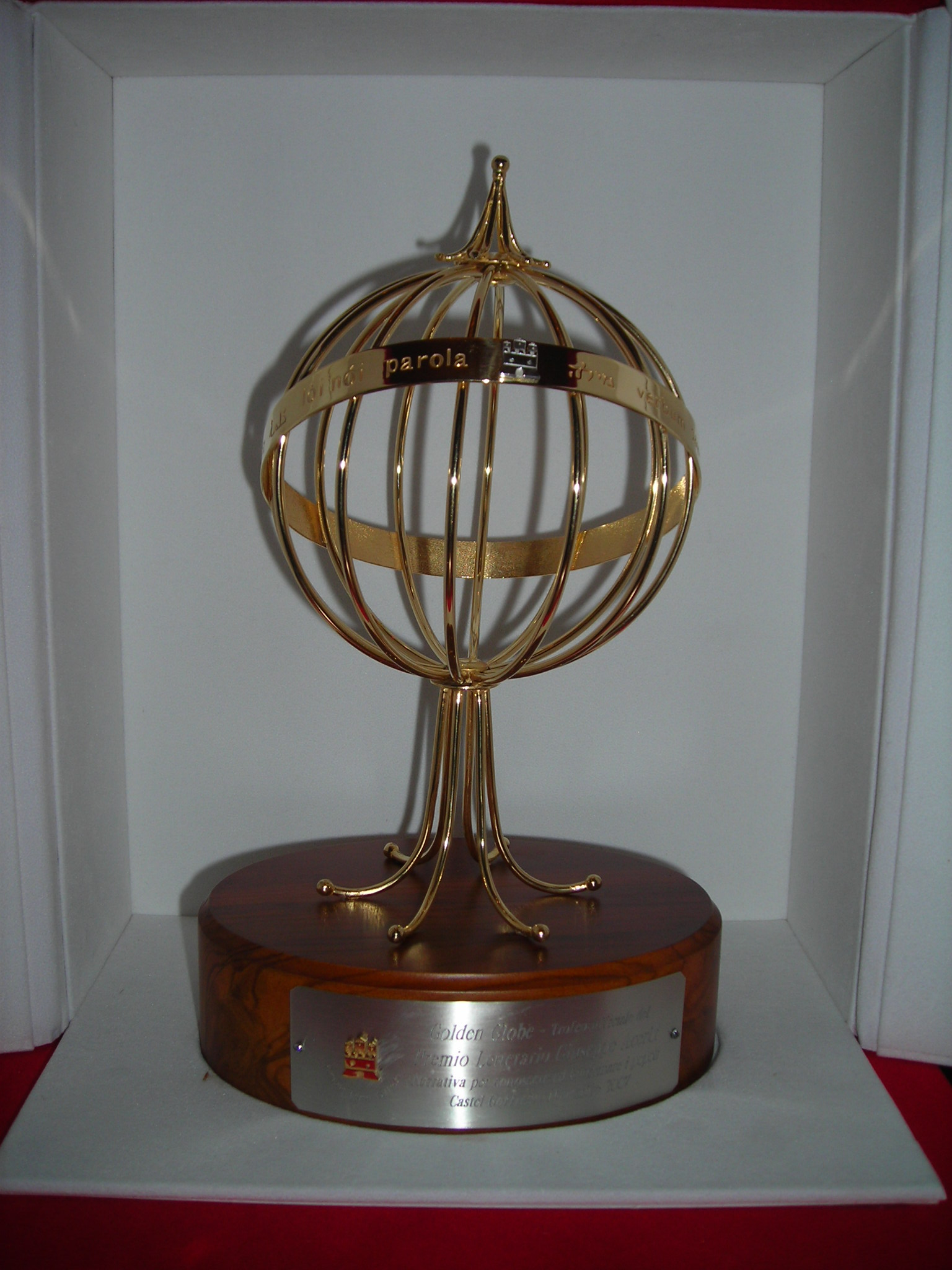
Premio letterario Giuseppe Acerbi

- 2010 - Premio letterario Giuseppe Acerbi per il romanzo  Il petalo cremisi e il bianco.